# Radimovka

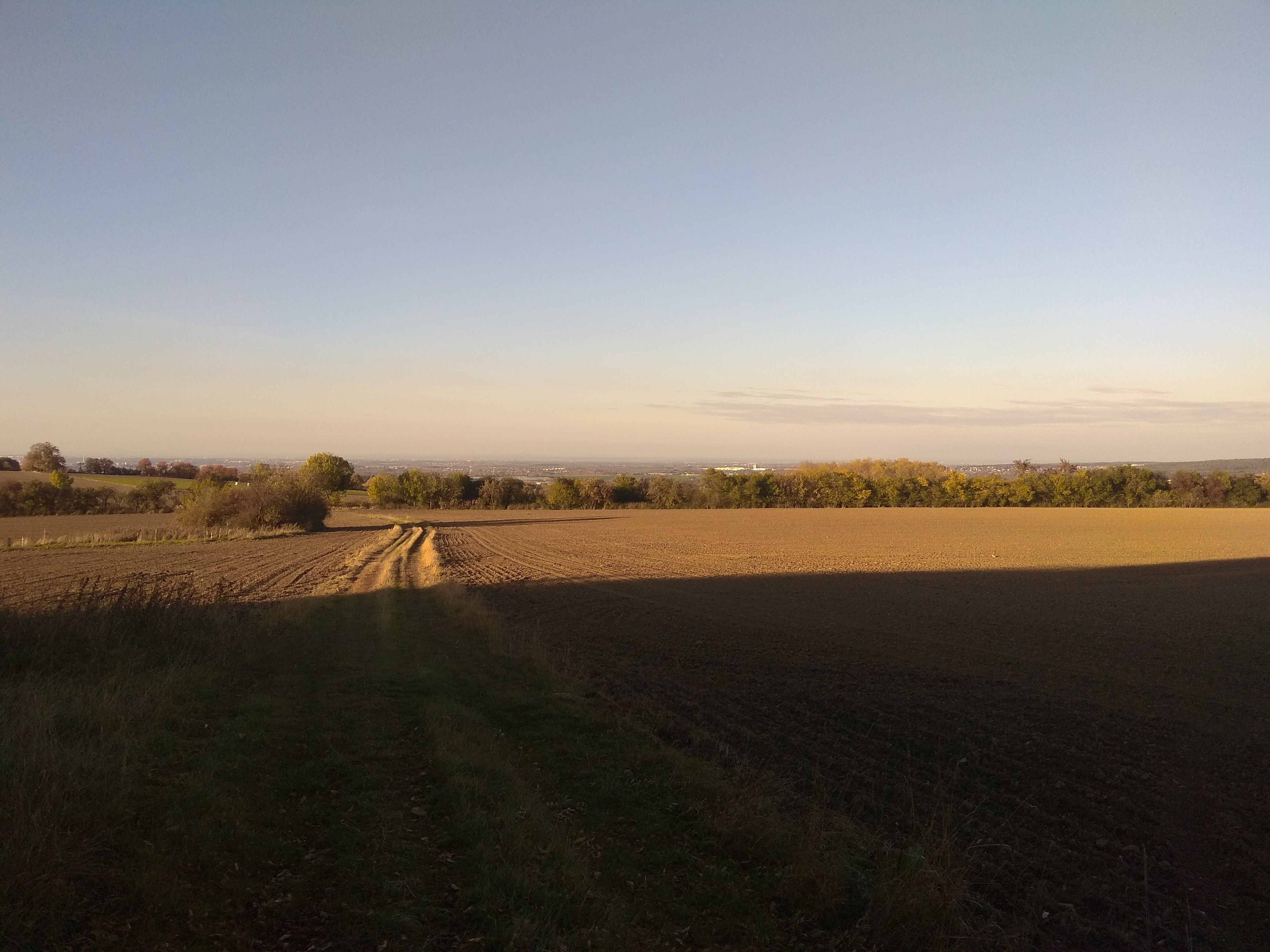
Výhled zpod Radimovky

Radimovka je zpola zalesněný vrch s nadmořskou výškou 506 metrů nacházející se v Benešovské pahorkatině zhruba 0,5 km východně od obce Radimovice a 1,5 km severozápadně od Velkých Popovic. Na Radimovku nevede žádná značená cesta, po neznačené se lze však dostat téměř až na vrchol. Z pod vrcholu se naskýtá pohled směrem na sever a na východ, protože zde není les, který je od vrcholu jižně a západně. Za dobré viditelnosti je možné přehlédnout Prahu a vidět např. i Říp, Bezděz nebo i Ještěd. několik desítek metrů jižně od vrcholu se nachází televizní vysílač.